# SAS Institute
SAS Institute er et Amerikansk softwarefirma grundlagt i 1976 og er i dag et af verdens førende og mest anerkendte virksomheder indenfor analytisk software og kunstig intelligens (AI). 
Virksomhedens mission er at inspirere kunder over hele verden til at gøre en forskel ved at omdanne data til intelligens - på denne måde danner SAS rammerne for at drive en verden i fremskridt ved hjælp af data, nysgerrighed og innovation. SAS betragtes som værende pioner indenfor analysesoftware. I dag er firmaets produkter ikke længere kun inden for statistik.
SAS Institute er privatejet af CEO & founder Jim Goodnight, og har hovedsæde i Cary, North Carolina, USA, med knapt 12.000 ansatte globalt. Selskabet forventes børsnoteret i 2024.
Firmanavnet, SAS, var oprindeligt en forkortelse af Statistical Analysis System men bruges nu bare som firmanavn. 

## Historie
Det første og vigtigste produkt fra SAS Institute var SAS software package, brugt til statistisk analyse og som kørte på IBM mainframe-computere. I takt med, at der kom flere typer computere på markedet, udvidede SAS sortimentet. 

## Software
SAS systemet byder på en række løsninger til bl.a. business intelligence, customer relationship management, data mining, tekst mining, risk management og analytics. Selvom billigere løsninger findes på markedet, har de ikke den samme tyngde og evne til at behandle ekstremt store mængder data, samt integrere til andre systemer. Online dokumentation for SAS software kan findes på SAS' tekniske support site.

## Eksterne links
- SAS Institute i Danmark
- SAS' tekniske support site
- SAS business intelligence Arkiveret 2. november 2007 hos  Wayback Machine
- SAS analytics Arkiveret 11. september 2007 hos  Wayback Machine
- SAS customer relationship management Arkiveret 30. december 2006 hos  Wayback Machine
- SAS risk management Arkiveret 7. november 2007 hos  Wayback Machine
- SAS business analytics Arkiveret 18. februar 2009 hos  Wayback Machine

35°49′36″N 78°45′43″V / 35.82667°N 78.76194°V